# Hubert de Spolète
Hubert d'Arles (c.922- 15 septembre 967 ou mars 970), duc de Spolète, marquis de Toscane.

## Biographie
Fils naturel de Hugues d'Arles et de sa concubine Wandelmoda, il est nommé marquis de Toscane en 937 par son père après la déposition de son oncle Boson. Il obtient également le titre de comte palatin, puis en 943 ceux de duc de Spoléte et marquis de Camerino. Il perd ses deux dernières principautés au plus tard en 946. 
Il fait partie des aristocrates italiens qui appuient l'appel du Pape Jean XII  au roi de Germanie Othon Ier contre Bérenger II d'Italie. Il est cependant relevé de son office en Toscane en 961 ou 962 au profit de son fils Hugues. Il semble avoir été rétabli en 967 jusqu'à sa mort en 970. Il est à l'origine de la fondation de la Badia Fiorentina.
Il a épousé Willa, fille de Boniface de Spolète, avec qui il a un fils, Hugues de Toscane, et une fille, Valdrade, épouse du doge de Venise Pietro IV Candiano.

### Sources
- L'art de vérifier les dates.